# 相馬雄太
相馬 雄太（そうま ゆうた、1991年7月23日 - ）は、テレビを中心に活躍している、日本の俳優。

## 来歴
- 2015年より活動を開始し、2016年プレミアムエンターテイメントに所属。各局地上波ドラマやテレビCMに出演。2018年に同事務所を退所。

## 人物
- 千葉県 習志野市 出身
- 身長175cm、体重65kg。血液型はA型。
- 趣味：千葉ロッテマリーンズの応援、ディズニー散歩、カメラ
- 特技：野球、ダーツ、スキー、ネイチャーゲーム

## 出演

### TVドラマ
- 黒い十人の女 3話（2016年11月、日本テレビ） - 山丘役
- ヒモメン 5話（2018年8月、テレビ朝日） - 豊川部下役
- ウルトラマン R/B 8話（2018年8月、テレビ東京） - 被験者役
- おかしな刑事19（2019年1月、テレビ朝日） - 池沢家次男役
- びしょ濡れ探偵水野羽衣 9話（2019年11月、テレビ東京） - レナ彼氏役

### CM
- ココカラ転職「居酒屋サラリーマン」編（2016年10月）
- ライトハウス啓発動画「あなたのそばにも」（2017年9月）
- 関東自動車「想いをのせて、今日も走る」編（2018年2月）
- メニコン「もしもショップ ホストクラブ」編（2018年4月）
- ガリバー「ガリバー大創業祭」（2018年6月）
- リアル脱出ゲーム×名探偵コナン「公安最終試験からの脱出」（2018年6月）
- モンスターストライク]「怪物弾珠×ディズニー」（2018年9月）
- ロードモバイル「ローモバ楽しい」編（2019年6月）
- ジョブドラフト「突き抜ける高卒人材」編（2020年1月）
- CO-OP 60周年キャンペーン「マジサイコープ」（2020年1月）
- 昭立電機工業「洗風迅2020」（2020年1月）
- 東京都新型コロナウイルス感染症対策「その先に大切な家族がいるから」編（2020年9月）[2]
- AWA「合コンテクに音楽！？」編（2020年12月）
- レノボ ジャパン「ThinkPadX1 Fold」（2020年12月）

### TVバラエティ
- じっくり聞いタロウ～スター近況(秘)報告～（2019年7月、テレビ東京） - 井川意高役
- 昭和偉人伝 吉岡治2時間スペシャル（2019年7月、BS朝日） - 野坂昭如役
- ジャンクSPORTS（2019年9月 、フジテレビ） - 増嶋竜也役
- 1億人の大質問!?笑ってコラえて!（2020年9月、日本テレビ） - 八谷和彦役

### スチール
- 恋活アプリ「poiboy」Poiおにいさんイメージモデル（2017年4月）[3]
- スノボーウェア「nima」2020ブランドイメージモデル（2020年1月）

### DVD
- ぞくり。怪談夜話　呪われ女子の物語「握手会」（2018年11月）
- 呪いの動画伝説 世にも恐ろしい物語編「黒い女」（2019年1月）アキラ役

### ミュージックビデオ
- 新しい学校のリーダーズ「学校いけやあ゛」（2016年4月）[4]
- 欅坂46 尾関梨香「もじもじ探偵尾関ちゃん」（2016年11月）[5]
- レイヴ「初恋」（2019年11月）[6]